# 이안 (시인)
이안(1967년~)은 대한민국의 시인이다.

## 등단
1999년 『실천문학』 시 부문 신인상에 「우주적 비관주의자의 몽상」 외 4편의 시가 당선되면서 작품활동을 시작했다. 2008년 동시집 『고양이와 통한 날』, 2014년 평론집 『다 같이 돌자 동시 한 바퀴』를 내면서 시와 동시, 평론을 함께 쓰고 있다.

## 경력
1967년 충청북도 제천에서 태어나 건국대 국어국문학과를 졸업했다. 2010년 5월 격월간 동시 전문지 『동시마중』을 창간하여 현재까지 편집위원으로 있으며, 동시 전문 팟캐스트, 이안의 동시 이야기, 다 같이 돌자 동시 한 바퀴를 진행하고 있다.

## 활동
2010년 5월 격월간 동시 전문지 『동시마중』을 창간하고, 2014년 동시 전문 팟캐스트를 시작했다.
동시집 『고양이와 통한 날』, 『고양이의 탄생』, 『글자동물원』,  『오리 돌멩이 오리』, 『기뻐의 비밀』을 냈으며,
평론집 『다 같이 돌자 동시 한 바퀴』를 냈다.
아트 앤 스터디, 현대시학 동시 창작 교실, 한겨레문화센터 신촌 등등에서 동시 창작을 가르치며,
전국의 초중고 교사, 학생, 학부모를 대상으로 한 동시 강의를 해오고 있다.

## 작품

### 시집
2002년 『목마른 우물의 날들』(실천문학사)
2007년 『치워라, 꽃!』(실천문학사)

### 동시집
2008년 『고양이와 통한 날』(문학동네)
2012년 『고양이의 탄생』(문학동네)
2015년 『글자동물원』(문학동네)
2020년 『오리 돌멩이 오리』(문학동네)
2022년 『기뻐의 비밀』(사계절)

### 평론집
2014년 『다 같이 돌자 동시 한 바퀴』(문학동네)